# Ny Æbelnæs
Ny Æbelnæs (eller Ny Ebbelnæs) er en bebyggelse, der hænger sammen med Damsholte i én landsby. Den ligger i Damsholte Sogn på Møn. Den er opstået som en udflytterlandsby fra landsbyen Æbelnæs.
Et ældre postkort af stedet kan ses på www.cslarsen.dk Arkiveret 11. marts 2007 hos  Wayback Machine. Der ser man udsigten over Grønsundvej fra Damsholte mod Neble. Til venstre ses den nuværende ungdomsskole for Vestmøn, som tidligere var stedets skole. Til højre for denne anes skorstenen fra det nuværende pelseri (tidligere mejeri). Endelig går den nuværende Sivvej ned i Maglemosen til højre efter træerne.
54°56′40″N 12°13′44″Ø / 54.94444°N 12.22889°Ø